# Betty Field
Betty Field (Boston, Massachusetts, EUA, 8 de fevereiro de 1913 – Hyannis, Massachusetts, EUA, 13 de setembro de 1973) foi uma atriz de cinema e teatro estadunidense.

## Biografia
Field começou sua carreira de atriz no West End theatre, em Londres, na peça de Howard Lindsay, She Loves Me Not. Posteriormente voltou aos Estados Unidos, e fez algum sucesso, estreando no cinema em 1939, no filme  Of Mice and Men, destacando-se como atriz dramática. Estrelou com John Wayne, em 1941, o filme The Shepherd of the Hills, e em 1942 trabalhou no polêmico papel de Cassandra em Kings Row.
Field trabalhou na Broadway, em peças como Dream Girl, de Elmer Rice,  e The Waltz of the Toreadors, de Jean Anouilh, retornando a Hollywood regularmente.
De seu primeiro casamento, com Elmer Rice, teve três filhos. Faleceu em Hyannis, Massachusetts, de hemorragia cerebral, aos 60 anos.

## Filmografia parcial
- Of Mice and Men (1939)
- The Shepherd of the Hills (1941)
- Blues in the Night (1941)
- Kings Row (1942)
- Are Husbands Necessary? (1942)
- Flesh and Fantasy (1943)
- The Southerner (1945)
- The Great Gatsby (1949)
- Picnic (1955)
- Bus Stop (1956)
- Peyton Place (1957)
- BUtterfield 8 (1960)
- Birdman of Alcatraz (1962)
- Coogan's Bluff (1968) – último filme.